# Arthur van Dongen
Arthur van Dongen (né le 21 août 1968) est un coureur cycliste et directeur sportif néerlandais. Il exerce cette fonction dans l'équipe Jumbo-Visma depuis 2020. Il a auparavant dirigé l'équipe du club De Jonge Renner, l'équipe féminine DSB Bank, l'équipe Rabobank Development, puis Giant/Sunweb.

## Biographie
Après une carrière de coureur écourtée par des blessures au dos, Arthur van Dongen devient directeur sportif en 1998.
Il exerce cette fonction au sein du club néerlandais De Jonge Renner, basé à Dongen. De 2002 à 2007, il dirige l'équipe Van Hemert, qui est une émanation de ce club.
En 2009, il devient directeur sportif de l'équipe professionnelle féminine DSB Bank, dont la leader est Marianne Vos,.
Il la quitte après un an, pour diriger l'équipe Rabobank Development,. Il passe six ans à la tête de cette équipe. Il encadre également l'équipe nationale espoirs (moins de 23 ans).
En 2016, il devient directeur sportif de Giant-Alpecin,, renommée Sunweb en 2017. En 2020, il rejoint l'équipe néerlandaise Jumbo-Visma.
Il est titulaire d'un master en coaching, obtenu au Johan Cruyff Institute (en).

## Palmarès
- 1987
  - Omloop Houtse Linies
- 1988
  - Omloop Houtse Linies
- 1989
  - 3e du Tour d'Overijssel
- 1991
  - Omloop Houtse Linies